# Награда Еми за најбољу главну мушку улогу у мини-серији или филму

## Награђени и номиновани
1950-е
- 1952: Томас Мичел
- 1953: без награде
- 1954: Роберт Камингс – Studio One
- 1955: Лојд Нолан – Caine Mutiny Court Marshal
- 1956: Џек Паланс – Requiem for a Heavyweight
- 1957: Питер Јустинов – The Life of Samuel Johnson
- 1958: без награде
- 1959: Фред Астер – An Evening With Fred Astaire

1960-е
- 1960: Лоренс Оливије – The Moon and the Sixpence
- 1961: Морис Еванс – Macbeth
- 1962: Питер Фалк – The Price of Tomatoes
- 1963: Тревор Хауард – The Invincible Mr. Disraeli
- 1964: Џек Клагман – The Blacklist
- 1965: Алфред Лант – The Magnificent Yankee
- 1966: Клиф Робертсон – The Game
- 1967: Питер Јустинов – Barefoot in Athens
- 1968: Мелвин Даглас – Do Not Go Gentle Into That Good Night
- 1969: Пол Скофилд – Male of the Species

1970-е
- 1970: Питер Јустинов – A Storm in Summer
- 1971: Џорџ К. Скот – The Price
- 1972: Кит Мичел – The Six Wives of Henry VIII
- 1973: Ентони Мерфи – Tom Brown's Schooldays
- 1973: Лоренс Оливије – Long Day's Journey Into Night
- 1974: Хал Холбрук – Pueblo
- 1974: Вилијам Холден – The Blue Knight
- 1975: Лоренс Оливије – Love Among the Ruins
- 1975: Питер Фалк – Columbo
- 1976: Ентони Хопкинс – The Lindbergh Kidnapping Case
- 1976: Хал Холбрук – Sandburg's Lincoln
- 1977: Ед Фландерс – Harry S. Truman Plain Speaking
- 1977: Кристофер Пламер – The Moneychangers
- 1978: Фред Астер – A Family Upside Down
- 1978: Мајкл Моријарти – Holocaust
- 1979: Питер Штраус – The Jericho Mile

1980-е
- 1980: Пауерс Бут – Guyana Tragedy: The Story of Jim Jones
- 1981: Ентони Хопкинс – The Bunker
- 1982: Мики Руни – Bill
- 1983: Томи Ли Џонс – The Executioner's Song
- 1984: Лоренс Оливије – King Lear
- 1985: Ричард Крена – The Rape of Richard Beck
- 1986: Дастин Хофман – Death of a Salesman
- 1987: Џејмс Вудс – Promise
- 1988: Џејсон Робардс – Inherit the Wind
- 1989: Џејмс Вудс – My Name is Bill W

1990-е
- 1990: Хјум Кронин – Age-Old Friends
- 1991: Џон Гилгуд – Summer's Lease
- 1992: Бо Бриџиз – Without Warning: The James Brady Story
- 1993: Роберт Морс – Tru
- 1994: Хјум Кронин – To Dance With the White Dog
- 1995: Раул Хулија – The Burning Season
- 1996: Алан Рикман – Rasputin
- 1997: Арманд Асанте – Готи
- 1998: Гари Синиз – George Wallace
- 1999: Стенли Тучи – Winchell

### 2000-е
2000
- Џек Лемон - Tuesdays with Morrie
- Бо Бриџиз - P.T. Barnum
- Брајан Денехи - Death of a Salesman
- Вилијам Х. Мејси - A Slight Case of Murder
- Лијев Шрајбер - RKO 281

2001
- Кенет Брана - Завера
- Енди Гарсија - За љубав или отаџбину
- Грегори Хајнз - Bojangles
- Бен Кингсли - Anne Frank
- Бари Пепер - 61*

2002
- Алберт Фини - Бура се спрема
- Кенет Брана - Shackleton
- Бо Бриџиз - Судбина Малвенијевих'
- Џејмс Франко - James Dean
- Мајкл Гамбон - Path to War

2003
- Вилијам Х. Мејси - Door to Door
- Бред Гарет - Gleason
- Пол Њуман - Our Town
- Том Вилкинсон - Normal
- Џејмс Вудс - Rudy: The Rudy Giuliani Story

2004
- Ал Пачино - Анђели у Америци
- Антонио Бандерас - Кад Панчо Виља глуми самог себе
- Џејмс Бролин - The Reagans
- Моус Деф - Something the Lord Made
- Алан Рикман - Something the Lord Made

2005
- Џефри Раш - Живот и смрт Питера Селерса
- Кенет Брана - Warm Springs
- Ед Харис - Empire Falls
- Вилијам Х. Мејси - Вунена капа
- Џонатан Рис Мајерс - Elvis

2006
- Андреј Брауер - Thief
- Чарлс Денс - Bleak House
- Бен Кингсли - Mrs. Harris
- Доналд Садерланд - Human Trafficking
- Џон Војт - Pope John Paul II

2007
- Роберт Дувал - Пут искупљења
- Џим Бродбент - Лонгфорд
- Вилијам Х. Мејси - Ноћне море и предели сна: Кратке приче Стивена Кинга
- Метју Пери - Прича Рона Кларка
- Том Селек - Џеси Стоун: Морска промена

2008
- Пол Џијамати - Џон Адамс
- Рејф Фајнс - Бернард и Дорис
- Рики Џервејс - Статисти
- Кевин Спејси - Пребројавање
- Том Вилкинсон - Пребројавање

2009
- Брендан Глисон - Олуја рата 2
- Кевин Бејкон - Ризик
- Кенет Брана - Валандер
- Кевин Клајн - Сирано де Бержерак
- Ијан Макелен - Краљ Лир
- Кифер Садерланд - 24

### 2010-е
2010
- Ал Пачино - Не знате ви Џека
- Џеф Бриџиз - Година пса
- Ијан Макелен - Затвореник
- Денис Квејд - Посебна веза
- Мајкл Шин - Посебна веза

2011
- Бари Пепер - Кенедијеви
- Идрис Елба - Лутер
- Лоренс Фишберн - Тергуд
- Вилијам Херт - Превелики за пропаст
- Грег Кинир - Кенедијеви
- Едгар Рамирез - Карлос

2012
- Кевин Костнер - Хатфилди и Макоји
- Бенедикт Камбербач - Шерлок: Скандал у Белгравији
- Идрис Елба - Лутер
- Вуди Харелсон - Промена игре
- Клајв Овен - Хемингвеј и Гелхорн
- Бил Пакстон - Хатфилди и Макоји

2013.
- Мајкл Даглас - Мој живот са Либерачијем
- Бенедикт Камбербач - Крај параде
- Мет Дејмон - Мој живот са Либерачијем
- Тоби Џоунс - Девојка
- Ал Пачино - Фил Спектор

2014.
- Бенедикт Камбербач - Шерлок: Његов последњи завет
- Чуетел Еџиофор - Плес на ивици
- Идрис Елба - Лутер
- Мартин Фриман - Фарго
- Марк Рафало - Нормално срце
- Били Боб Торнтон - Фарго

2015.
- Ричард Џенкинс - Олив Китериџ
- Адријен Броди - Худини
- Рики Џервејс - Дерек: Специјал
- Тимоти Хатон - Амерички злочин
- Дејвид Ојелоуо - Славуј
- Марк Рајланс - Вучје легло

2016.
- Кортни Б. Венс - Народ против О. Џ. Симпсона: Америчка крими прича
- Кјуба Гудинг Јуниор - Народ против О. Џ. Симпсона: Америчка крими прича
- Том Хидлстон - Ноћни менаџер
- Брајан Кранстон - All The Way
- Бенедикт Камбербач - Шерлок: Одвратна млада
- Идрис Елба - Лутер

2017.
- Риз Ахмед - Кобна ноћ
- Бенедикт Камбербач - Шерлок: Лажљиви детектив
- Роберт де Ниро - Чаробњак за лажи
- Јуан Макгрегор - Фарго
- Џефри Раш - Геније
- Џон Туртуро - Кобна ноћ

2018.
- Дарен Крис - Атентат на Ђанија Версачеа: Америчка крими прича
- Антонио Бандерас - Геније: Пикасо
- Бенедикт Камбербач - Патрик Мелроуз
- Џеф Данијелс - The Looming Tower
- Џон Леџенд - Jesus Christ Superstar Live in Concert
- Џеси Племонс - Црно огледало

2019.
- Џарел Џером - Кад нас виде
- Махершала Али - Прави детектив
- Бенисио дел Торо - Бекство из Данеморе
- Хју Грант - Веома енглески скандал
- Џаред Харис - Чернобиљ
- Сем Роквел - Фоси/Вердон

### 2020-е
2020.
- Марк Рафало - Знам да је ово истина
- Џереми Ајронс - Надзирачи
- Хју Џекман - Лоше образовање
- Пол Мескал - Нормални људи
- Џереми Поуп - Холивуд

2021.
- Јуан Макгрегор - Холстон
- Пол Бетани - ВандаВизија
- Хју Грант - Слом
- Лин-Мануел Миранда - Хамилтон
- Лесли Одом Млађи - Хамилтон

2022.
- Мајкл Китон - Dopesick
- Колин Ферт - Степениште
- Ендру Гарфилд - Under the Banner of Heaven
- Оскар Ајзак - Сцене из брака
- Химеш Пател - Станица једанаест
- Себастијан Стен - Пам и Томи

2023.
- Стивен Јан - Beef
- Тарон Еџертон - Црна птица
- Кумаил Нанџијани - Welcome to Chippendales
- Еван Питерс - Дамер — Монструм: Прича о Џефрију Дамеру
- Данијел Радклиф - Weird: The Al Yankovic Story
- Мајкл Шенон - Џорџ и Тами